# NGC 606
NGC 606 (również PGC 5874 lub UGC 1126) – galaktyka spiralna z poprzeczką (SBc), znajdująca się w gwiazdozbiorze Ryb. Odkrył ją Édouard Jean-Marie Stephan 18 października 1881 roku.